# 리지 카니프
리지 커나이프(Ridge Canipe, 1994년 7월 13일 ~ )는 미국의 배우, 텔레비전 배우이다.
러구나비치에서 태어났다.

## 영화
- 워리어스 하트 (2011년)
- 라이프 이즈 핫 인 크랙타운 (2009년)
- 싱글 맨 (2009년) - 어린 소년 역
- 베이비 블루 (2008년) - 지미 역
- 더 익스프레스 (2008년)
- 뮤직 위딘 (2007년)
- 블레이즈 오브 글로리 (2007년)
- 다니카 (2006년) - 브라이언 역
- 산타클로스 3 (2006년)
- 줌 (2006년)
- 수퍼내추럴 시즌1 (2005년)
- 배드 뉴스 베어즈 (2005년)
- 앙코르 (2005년) - 어린 J.R. 역